# Lever Tara
Lever Tara (en serbe cyrillique : Левер Тара) est un village du nord du Monténégro, dans la municipalité de Pljevlja.

## Démographie

### Évolution historique de la population
| 1948 | 1953 | 1961 | 1971 | 1981 | 1991 | 2003 |
| ---- | ---- | ---- | ---- | ---- | ---- | ---- |
| 354  | 366  | 357  | 279  | 213  | 117  | 77   |